# 리처드 판즈워스
리처드 판즈워스(Richard Farnsworth, 1920년 9월 1일 ~ 2000년 10월 6일)는 미국의 배우이다.
17살때부터 말을 이용하는 스턴트 배우로 활동하여 서부극 등에 출연하였다. 첫 출연은 1938년, 게리 쿠퍼 주연의 《마르코 폴로의 모험》이다. 1983년 캐나다 영화의 서부극 《그레이 폭스》에서 첫 주연을 맡았다. 당시 나이는 63세이다. 암을 앓았으며, 2000년 10월 6일 자택에서 엽총으로 자살했다. 향년 80세.

## 영화
- 경마장의 하루
- 강가딘 (영화)
- 바람과 함께 사라지다 (영화)
- 붉은 강
- 위험한 질주 (1953년 영화)
- 십계 (1956년 영화)
- 스파르타쿠스 (영화)
- 11인의 카우보이
- 울자나스 레이드
- 빠삐용 (1973년 영화)
- 브레이징 새들스
- 무법자 조시 웰즈불륜의 방랑아
- 미저리 (영화)
- 겟어웨이: 끝없는 도주
- 영원한 친구 래시
- 스트레이트 스토리

## 텔레비전
- 보난자 (드라마)
- 천사 조나단